# TAT-11
TAT-11, voluit TransAtlantic Telephonecable Number 11, is de elfde trans-Atlantische zeekabel tussen Europa en Noord-Amerika.
De kabel werd in 1993 in gebruik genomen en loopt tussen Manasquan in New Jersey aan de ene kant van de oceaan en Saint-Hilaire-de-Riez (Frankrijk) en Oxwich Bay in Wales aan de andere kant. De oorspronkelijke benutting van de kabel was twee keer 565 Mb/s tussen de Verenigde Staten en Frankrijk. De maximale capaciteit bedroeg vier keer 565 Mb/s tussen de Verenigde Staten en Frankrijk, en eveneens vier keer 565 Mb/s tussen de Verenigde Staten en het Verenigd Koninkrijk. Het systeem kon worden geherconfigureerd tot acht keer 565 Mb/s tussen enerzijds Verenigde Staten en anderzijds óf Frankrijk óf het Verenigd Koninkrijk.
In 2004 werd TAT-11 buiten gebruik gesteld.